# Miejski Zakład Komunikacji w Chojnicach
Miejski Zakład Komunikacji Sp. z o.o. w Chojnicach – działające przedsiębiorstwo komunikacyjne z siedzibą w Chojnicach. Obsługuje połączenia autobusowe, których organizatorem jest gmina Chojnice. Ponadto prowadzi stację paliw, stację kontroli pojazdów oraz myjnię samochodową przy siedzibie na ulicy Angowickiej. 

## Historia

### Powstanie firmy
Uchwałą Miejskiej Rady Narodowej w Chojnicach z dnia 29 maja 1959 r. został powołany do życia Zakład Komunikacji Miejskiej w Chojnicach przy Miejskim Przedsiębiorstwie Gospodarki Komunalnej. Dnia 1 lipca 1959 r. autobusy po raz pierwszy wyjechały na linię nr 1 (dworzec kolejowy – Osady Bytowskie), a wkrótce też na linię nr 2 (Małe Osady – Topole).
W kolejnych latach linię nr 1 przedłużono do Charzyków, a linię nr 2 do Lasku Miejskiego oraz utworzono linię nr 3 z Topoli do  
Początkowo zajezdnia autobusowa mieściła się na Placu Piastowskim, a 20 stycznia 1964 r. zostaje ona przeniesiona na ul. Dworcową 20. W latach 1973/74 w związku z budową i uruchomieniem zakładów „Mostostal” i „Zremb” zwiększono obsługę o dwie linie tj. linię nr 4 na trasie Zremb – Cmentarz Komunalny oraz linię nr 5 na trasie Osady Bytowskie – Mostostal.

### Lata 70.
Kolejnym ważnym etapem działania komunikacji miejskiej w Chojnicach jest rok 1976 – w tym roku zakład wchodzi w skład Wojewódzkiego Przedsiębiorstwa Komunikacyjnego w Bydgoszczy jako Zakład Komunikacji Autobusowej w Chojnicach. Uruchamia się linię nr 6 Osady Bytowskie – Dworzec PKP (później Lichnowy). Również w tym roku zostają uruchomione linie: nr 7 (Urząd Miasta – Zremb) oraz nr 8 (Człuchowska – Zremb). W tym okresie zakład posiadał na stanie autobusy San H100B oraz Autosan H9-02 i H9-35.
W 1979 roku uruchomiono linię nr 9 ze Zbiorczej Szkoły Gminnej nr 7 przez Osiedle Kolejarz i Aleją Brzozową do Zrembu. W maju 1983 r. zakład uruchamia linię nr 10 na trasie Angowicka – Cmentarz Komunalny, rok później przedłużono linię nr 2 do Jarcewa. W 1988 r. Wojewódzkie Przedsiębiorstwo Komunikacyjne w Bydgoszczy zostało podzielone, a w Chojnicach powstało Miejskie Przedsiębiorstwo Komunikacyjne.

### III Rzeczpospolita
W 1991 roku MPK przekształcono w Miejski Zakład Komunikacji. W okresie październik – listopad 1999 r. nastąpiło przeniesienie bazy transportowej na ulicę Angowicką 53. W 2010 r. linia nr 10 została przedłużona do miejscowości Ogorzeliny. Od października 2010 MZK rozpoczęło przedłużanie swoich linii do innych miejscowości położonych nawet poza powiatem chojnickim. Pierwszymi liniami były linie K (Chojnice Dworzec – Konarzyny) i D (Chojnice Szpital – Dąbrówka). Następne to R (Chojnice Drzymały – Rytel) i O (Chojnice Cmentarz – Obkas/Sławęcin), a w marcu i kwietniu 2011r. - Z (Chojnice Dworzec – Zamarte/Ogorzeliny) oraz P (Chojnice Lasek Miejski – Piastoszyn). Linie te skasowano do końca 2013 roku.
W 2018 roku przedsiębiorstwo otrzymało nowe autobusy marki MAN oraz Iveco MMI zakupione w ramach projektu „Utworzenie transportowych węzłów integrujących wraz ze ścieżkami pieszo – rowerowymi i rozwojem publicznego transportu zbiorowego na terenie Chojnicko – Człuchowskiego Miejskiego Obszaru Funkcjonalnego”. Są to pierwsze autobusy, które posiadają system dynamicznej informacji pasażerskiej z zapowiedziami głosowymi przystanków.
Źródło: 

## Linie
| Linia | Przebieg trasy |
| ----- | --- |
| 1     | Swornegacie – Małe Swornegacie Most – Bachorze – Funka - Mikomania – Charzykowy Rondo – Bytowska – Plac Jagielloński – Sukienników – Gdańska – Świętopełka – Towarowa Dworzec PKP/PKS                                                                                           |
| 2     | Czartołomie – Jarcewo Wieś – Chojniczki Wieś – Lasek Miejski – Strzelecka – Plac Jagielloński – Sukienników – Gdańska – Tucholska – Pawłowo Szkoła (wybrane kursy od: Charzykowy Szkoła – Chojniczki Wieś [...]) (wybrane kursy do: Silno Szkoła przez Granowo Pętla, Racławki) |
| 3     | Sukienników Baszta – Gdańska – Lipienice – Nowa Cerkiew Szkoła (wybrane kursy do: Kruszka przez Lotyń, Jakubowo, Jeziorki) |
| 4     | Klawkowo Wieś – Igły – Cmentarz Komunalny – Kościerska – Młodzieżowa – Zielona – Plac Jagielloński – Sukienników – Drzymały – Warszawska Dworzec – Lichnowska Rondo (wybrane kursy do: Zakładowa-Pętla)                                                                         |
| 6     | Ciechocin – Ostrowite – Lichnowy – Lichnowska Rondo – Świętopełka – Gdańska – Sukienników – Plac Jagielloński – Bytowska – Leśna – Szpital |
| 7     | Zakładowa Pętla – Lichnowska – Świętopełka – Kościerska – Osiedle 700-lecia – Ceynowy – Zielona – Plac Jagielloński – Reymonta – Bytowska – Szpital |
| 8     | Wojska Polskiego – Człuchowska – Plac Jagielloński – Młodzieżowa – Wielewska – Gdańska – Subisława – Towarowa Dworzec PKP/PKS – Lichnowska Rondo – Przemysłowa – Tucholska – Galeria Brama Pomorza (wybrane kursy od: Topole – Pomorska Specjalna Strefa Ekonimiczna)           |
| 10    | Klawkowo Wieś – Igły – Cmentarz Komunalny – Kościerska – Młodzieżowa – Zielona – Plac Jagielloński – Sukienników – Plac św. Jerzego – Baza MZK – Angowice – Ogorzeliny |
| LN    | Doręgowice Wieś – Nieżychowice – Sępoleńska – Zielona – Młodzieżowa – Kościerska – Świętopełka – Warszawska Dworzec |

| Linia | Przebieg trasy                                                          |
| ----- | ----------------------------------------------------------------------- |
| 5     | Osady Bytowskie – Mostostal                                             |
| 9     | Zbiorcza Szkoła Gminna nr 7 – Osiedle Kolejarz – Aleja Brzozowa – ZREMB |
| D     | Chojnice Szpital – Dąbrówka                                             |
| K     | Chojnice Dworzec – Konarzyny                                            |
| O     | Chojnice Cmentarz – Obkas (wariant do Sławęcin)                         |
| P     | Chojnice Lasek Miejski – Piastoszyn                                     |
| R     | Chojnice Drzymały – Rytel                                               |
| Z     | Chojnice Lasek Miejski – Piastoszyn                                     |

## Tabor
Obecnie większość taboru niskopodłogowe autobusy MAN. Tylko łącznie 8 autobusów, 5 MANów A37 oraz 3 Iveco MMI Urby, jest fabrycznie nowych, wyprodukowanych specjalnie dla Miejskich Zakładów Komunikacji. Pozostałe to używane egzemplarze kupowane w drodze przetargu. 
Wybrane autobusy posiadają również dynamiczny system informacji pasażerskiej wyświetlający godzinę, linię, przystanek końcowy oraz przystanki pośrednie wraz z zapowiedziami głosowymi.
Liniowy
| Model autobusu:            | Fotografia: | W MZK od roku: | Liczba egzemplarzy: | Klasa autobusów: | Numer taborowy:              |
| -------------------------- | ----------- | -------------- | ------------------- | ---------------- | ---------------------------- |
| MAN NL263                  |             | 2008           | 1                   | MAXI             | 154                          |
| MAN A12                    |             | 2013           | 1                   | MAXI             | 167                          |
| MAN Lion’s City A21        |             | 2019           | 2                   | MAXI             | 191,192                      |
| MAN Lion’s City A47        |             | 2018           | 2                   | MIDI             | 184,197                      |
| MAN Lion's City A37        |             | 2018           | 5                   | MAXI             | 185, 186, 187, 188, 189      |
| MAN A76                    |             | 2017           | 4                   | MIDI             | 178, 179, 180,193            |
| MAN Lion’s Classic A78     |             | 2021           | 1                   | MAXI             | 194                          |
| Iveco MMI Urby 72C         |             | 2018           | 3                   | MINI             | 181, 182, 183                |
| Iveco Rapido 65C18         |             | 2016           | 2                   | MINI             | 169,170                      |
| Irisbus Citelis 12         |             | 2016           | 6                   | MAXI             | 172, 173, 174, 175, 176, 177 |
| Mercedes-Benz O530G Citaro |             | 2019           | 1                   | MEGA             | 190                          |